# 饶云江
饶云江（？—，男，中国通信工程专家，电子科技大学教授、重庆大学教授。主要研究方向为光纤传感、石墨烯光子器件、光光纤随机激光、放大技术等。中华人民共和国教育部首批“长江学者”特聘教授。申请数十项发明专利，发表百余篇学术论文。

## 生平
1978年9月至1982年7月，就读于成都科技大学机械工程学院，获学士学位。
1982年9月至1983年8月，在贵州省泵油嘴厂担任技术员。
1983年9月至1990年3月，先后获得重庆大学光电工程学院硕士、博士学位。1991年4月至1992年4月，在思克莱德大学担任博士后研究员。1992年5月至1999年10月，在肯特大学担任研究员。1986年6月至2004年10月，在重庆大学工作，后任教授。
2004年至今，在电子科技大学工作，先后担任通信与信息工程学院院长、研究生院院长、信息与通信工程学院院长。